# Hans Mommsen
Hans Mommsen (Marburgo, 5 de noviembre de 1930; Tutzing; 5 de noviembre de 2015) fue un historiador alemán, conocido por sus estudios de historia social alemana, por su interpretación funcionalista del Tercer Reich y especialmente por argumentar que Adolf Hitler fue un dictador débil. Descendiente del historiador ganador del Premio Nobel Theodor Mommsen, fue miembro del Partido Socialdemócrata de Alemania.

## Biografía
Mommsen nació en Marburgo, hijo del historiador Wilhelm Mommsen y bisnieto del historiador de Roma Theodor Mommsen. Era hermano gemelo del historiador Wolfgang Mommsen. Estudió alemán, historia y filosofía en la Universidad de Heidelberg, la Universidad de Tubinga y la Universidad de Marburgo.  Fue profesor en Tubinga (1960-1961), Heidelberg (1963-1968) y en la Universidad del Ruhr de Bochum (desde 1968). 
Fundó y fue el director de 1977 a 1985 del Institut zur Geschichte der Arbeiterbewegung (Instituto de historia del movimiento obrero).
Se casó con Margaretha Reindel en 1966. Fue miembro del Partido Socialdemócrata de Alemania desde 1960 hasta su muerte. Murió el 5 de noviembre de 2015, día de su 85.º cumpleaños.

### Trabajos tempranos
Gran parte del trabajo inicial de Mommsen se centró en la historia de la clase trabajadora alemana, como objeto de estudio en sí mismo y como factor de la sociedad alemana en general.  Su libro de 1979, Arbeiterbewegung und nationale Frage (El movimiento obrero y la cuestión nacional), una colección de sus ensayos escritos en los años 1960 y 1970, fue la conclusión de sus estudios sobre el tema.

### El funcionalismo y la tesis del “dictador débil”
Mommsen fue un especialista en la Alemania nazi y el Holocausto.  Fue un funcionalista en lo que respecta a los orígenes del Holocausto, viendo la Solución Final como el resultado de la "radicalización acumulativa" del estado alemán en oposición a un plan a largo plazo por parte de Adolf Hitler.
Mommsen es más conocido por argumentar que Hitler era un "dictador débil" que, en lugar de actuar con decisión, reaccionó a diversas presiones sociales. Creía que el modelo de Estado totalitario utilizado para caracterizar al nazismo contradecía la evidencia histórica  y rechazaba el totalitarismo como concepto de la historiografía y de la ciencia política en general. Junto a Martin Broszat desarrolló la interpretación estructuralista del Tercer Reich, que veía al estado nazi como una colección caótica de burocracias rivales envueltas en interminables luchas de poder.
En relación con el debate sobre política exterior, Mommsen argumentó que la política exterior alemana no siguió un "programa" durante la era nazi, sino que fue una "expansión sin objeto", ya que, impulsada por poderosas fuerzas internas, buscaba la expansión en todas las direcciones.
Mommsen enfrentó críticas en diversas áreas:
- Historiadores intencionalistas como Andreas Hillgruber, Eberhard Jäckel, Klaus Hildebrand y Karl Dietrich Bracher lo criticaron por subestimar la importancia de Hitler y la ideología nazi. El historiador suizo Walther Hofer lo acusó de "no ver porque no quiere ver" lo que Hofer veía como la conexión obvia entre lo que Hitler escribió en Mein Kampf y sus acciones posteriores.[11]
- En la misma línea, estos historiadores criticaron a Mommsen por centrarse demasiado en las iniciativas que venían desde abajo, en las filas de la burocracia alemana, y no lo suficiente en las iniciativas que venían desde arriba, en el liderazgo de Berlín.
- El amigo de Mommsen, Yehuda Bauer, lo criticó por enfatizar demasiado las similitudes de valores entre la burocracia estatal alemana tradicional y la burocracia del partido nazi, mientras que prestaba poca atención a las diferencias.

### ElHistorikerstreit
En el debate Historikerstreit sobre cómo incorporar el Holocausto a la historiografía alemana, Mommsen sostuvo que el Holocausto y los crímenes fascistas no podían minimizarse equiparándolos con los crímenes soviéticos.  Mommsen sostuvo que el crecimiento del sentimiento pacifista en la República Federal Alemana, reflejado en la oposición pública generalizada al ataque estadounidense a Libia en abril de 1986, hizo imperativo para los estadounidenses y el gobierno de Alemania Occidental promover una versión más nacionalista de la historia alemana, y eso era lo que estaba detrás de la Historikerstreit.

### Otros trabajos históricos
Mommsen escribió libros y ensayos muy valorados sobre la caída de la República de Weimar, atribuyendo la culpa de lo sucedido a los conservadores alemanes.  Al igual que su hermano Wolfgang, fue un defensor del Sonderweg de la historia alemana, que considera que las formas en que se desarrollaron la sociedad, la cultura y la política alemanas en el siglo XIX hicieron que el surgimiento de la Alemania nazi en el siglo XX fuera prácticamente inevitable.
Otro ámbito de interés para Mommsen fue la disidencia, la oposición y la resistencia en el Tercer Reich.  Gran parte de su trabajo en este área se centra en los problemas de la "resistencia sin el pueblo". Estableció comparaciones desfavorables entre lo que él consideraba la oposición conservadora y la resistencia socialdemócrata y comunista a los nazis. Era un experto en historia social y escribió a menudo sobre la vida de la clase trabajadora en las eras de Weimar y del nazismo.
A partir de la década de 1960, Mommsen formó parte de una generación más joven de historiadores de Alemania Occidental que ofrecían una evaluación más crítica del Widerstand dentro de las élites alemanas y llegó a denunciar la "monumentalización" típica de los escritos históricos alemanes sobre el tema en la década de 1950.  En dos artículos publicados en 1966, Mommsen demostró que era falsa la afirmación, a menudo difundida en la década de 1950, de que las ideas detrás de los "hombres del 20 de julio" fueron la inspiración para la Ley Fundamental de la República Federal de 1949.
La investigación de Mommsen sobre el incendio del Reichstag basada en los archivos y su conclusión resultante de que el pirómano fue seguramente un autor solitario, es decir, Marinus van der Lubbe, que luego fue condenado, todavía se debate, pero aún no se ha presentado una refutación concluyente debido a la falta de pruebas de lo contrario.

### La "Controversia Goldhagen"
Durante la "Controversia Goldhagen" de 1996, Mommsen emergió como uno de los principales oponentes de Daniel Goldhagen, y a menudo debatió con este en la televisión alemana.  Mommsen considera que el esquema que Goldhagen presentó de los antecedentes del Tercer Reich se basaba en una "evaluación completamente inadecuada de la literatura secundaria". Los graves malentendidos se debieron sólo en parte “a que no comprendía suficientemente el lenguaje ambivalente de los textos originales”. Una parte del libro es “un cliché defectuoso del fenómeno real”. Goldhagen retrata a los pioneros de la emancipación judía, que estaban a favor de la asimilación, como precursores de la Shoah, mientras que ignora a los predecesores antisemitas reales de Hitler, como Houston Stewart Chamberlain o Paul de Lagarde. El historiador británico Sir Ian Kershaw, escribió que creía que Mommsen había "destruido" a Goldhagen durante sus debates sobre el libro Los verdugos voluntarios de Hitler.

### Trabajos posteriores
Mommsen a menudo tomó posición sobre los grandes temas del momento, creyendo que la responsabilidad de garantizar que los errores del pasado nunca se repitan recae en una ciudadanía comprometida y consciente de la historia. Consideraba que era deber del historiador criticar constantemente la sociedad contemporánea.
En agosto de 2006, bajo el título Grass’ Spießrutenlauf (La pena de baquetas de Grass) Mommsen repitió su tesis, sostenida desde los años 1980, de que la opinión pública alemana practicaba una apologética encubierta al proyectar indirectamente la culpa sobre los representantes del nacionalsocialismo y sus protagonistas. Señaló la falta de voluntad de los alemanes para admitir su participación personal (o la de sus antepasados) en los crímenes nazis. Para evitar la difamación pública, celebridades como Walter Jens y Martin Broszat ocultaron su membresía en el NSDAP o en otras organizaciones nazis. Por ello, Mommsen califica de "típica y engañosa" la indignación suscitada por la tardía confesión de Grass sobre su pertenencia a las Waffen-SS cuando era joven.

## Honores
Mommsen fue elegido en 1993 miembro de la Academia Británica y ese mismo año miembro de la Academia Europaea. Fue nombrado miembro correspondiente de la clase histórico-filosófica en el extranjero de la Academia Austriaca de Ciencias (1995). En 1995 se le dedicó una publicación conmemorativa.  También recibió el Premio Carl von Ossietzky de Historia Contemporánea y Política de la Ciudad de Oldemburgo (1998), el Premio Bruno Kreisky al Libro Político por su obra periodística completa (2010) y el Premio Estatal Victor Adler de Historia de los Movimientos Sociales (2013).

## Obras
- Die Sozialdemokratie und die Nationalitätenfrage im habsburgischen Vielvölkerstaat (La socialdemocracia y la cuestión de las nacionalidades en el Imperio multiétnico de los Habsburgo), 1963.
- "Der Reichstagsbrand und seine politischen Folgen," en Vierteljahrshefte fur Zeitgeschichte, tomo 12, 1964, páginas 351–413 (El incendio del Reichstag y sus consecuencias políticas), traducido al inglés como "The Reichstag Fire and Its Political Consequences" páginas 129-222 de Republic to Reich The Making of the Nazi Revolution editado por Hajo Holborn, Nueva York: Pantheon Books, 1972, ISBN 0-394-47122-9.
- Beamtentum im Dritten Reich: Mit ausgewählten Quellen zur nationalsozialistischen Beamtenpolitik (El servicio civil en el Tercer Reich: con fuentes seleccionadas sobre la política del servicio civil nacionalsocialista), 1966.
- Industrielles System und politische Entwicklung in der Weimarer Republik (Sistema industrial y desarrollo político en la República de Weimar, 1974.
- Sozialdemokratie zwische Klassenbewegung und Volkspartei (La socialdemocracia entre el movimiento de clase y el partido popular), editado por Hans Mommsen, 1974.
- "National Socialism-Continuity and Change"  en Fascism: A Reader's Guide. Analyses, Interpretations, Bibliography editado por Walter Laqueur,  Berkeley: University of California Press, 1976, pp. 179-210, ISBN 0-520-03033-8.
- Arbeiterbewegung und Industrieller Wandel: Studien zu Gewerkschaftlichen Organisationsproblemen im Reich und an der Ruhr (Movimiento obrero y cambio industrial: estudios sobre los problemas de la organización sindical en el Reich y en el Ruhr), editado por Hans Mommsen, 1978.
- Klassenkampf oder Mitbestimmung: Zum Problem der Kontrolle wirtschaftlicher Macht in der Weimarer Republik (Lucha de clases o codeterminación: Sobre el problema del control del poder económico en la República de Weimar), 1978.
- Arbeiterbewegung und Nationale Frage: Ausgewählte Aufsätze (El movimiento obrero y la cuestión nacional: ensayos seleccionados), 1979.
- Glück Auf, Kameraden! Die Bergarbeiter und ihre Organisationen in Deutschland (Good Luck, Comrades! Miners and Their Organizations in Germany), coeditado con Ulrich Borsdorf, 1979.
- Vom Elend der Handarbeit: Probleme historischer Unterschichtenforschung (Sobre la miseria del trabajo manual: Problemas de la investigación histórica sobre las clases bajas), coeditado con Winfried Schulze, 1981.
- Politik und Gesellschaft im alten und neuen Österreich: Festschrift für Rodolf Neck zum 60. Geburtstag (Política y sociedad en la antigua y la nueva Austria: Festschrift para Rodolf Neck con motivo de su 60 cumpleaños), coeditado con Isabella Acker y Walter Hummelbergrer, 1981.
- Auf der Suche nach historischer Normalität: Beiträge zum Geschichtsbildstreit in der Bundesrepublik En busca de la normalidad histórica: contribuciones al debate sobre la imagen de la historia en la República Federal de Alemania), 1987.
- Herrschaftsalltag im Dritten Reich: Studien und Texte (La vida cotidiana en el Tercer Reich: estudios y textos), coeditado con Susanne Willems, 1988.
- Die verspielte Freiheit: Der Weg der Republik von Weimar in den Untergang, 1918 bis 1933, 1989; traducido al inglés por Elborg Forster & Larry Eugene Jones como The Rise And Fall Of Weimar Democracy, Chapel Hill : University of North Carolina Press, 1996, ISBN 0-8078-2249-3.
- "Reappraisal and Repression The Third Reich In West German Historical Consciousness" de Reworking the Past editado por Peter Baldwin, Beacon Press: Boston, 1990, pp 173-184, ISBN 0-8070-4302-8.
- Der Nationalsozialismus und die deutsche Gesellschaft, 1991; traducido por Philip O'Connor al inglés como From Weimar to Auschwitz, Princeton, N.J.: Princeton University Press, 1991, ISBN 0-691-03198-3.
- "The German Resistance against Hitler and the Restoration of Politics," Journal of Modern History Vol. 64, December 1992.
- "The Search for the 'Lost History' Observations on the Historical Self-Evidence of the Federal Republic" pp. 101–113 y "The New Historical Consciousness and the Relativizing of National Socialism" pp. 114–124  de Forever In The Shadow of Hitler? editado por Ernst Piper, Humanities Press, Atlantic Highlands, 1993, ISBN 0-391-03784-6.
- "Reflections on the Position of Hitler and Göring in the Third Reich" de Reevaluating the Third Reich editado por Jane Caplan and Thomas Childers, Nueva York, 1993, pp. 86–97, ISBN 0-8419-1178-9.
- Der Nationalsozialismus: Studien zur Ideologie und Herrschaft (Studies in National Socialist Ideology and Rule), coeditado con Wolfgang Benz and Hans Buchheim, 1993.
- Ungleiche Nachbarn: Demokratische und Nationale Emanzipation bei Deutsche, Tschechen und Slowaken (1815–1914) (Unequal Neighbours: Democratic and National Emancipation of the Germans, Czechs, and Slovaks, 1815–1914) coeditado con Jiřǐ Kořalka, 1993.
- "Adolf Hitler und der 9. November 1923" (Adolf Hitler y el 9 de noviembre de 1923) de Der 9. November: Fünf Essays zur deutschen Geschichte, 1994.
- Widerstand und politische Kultur in Deutschland und Österreich (Resistencia y cultura política en Alemania y Austria), 1994.
- "Der Antisemitismus war eine notwendige, aber keineswegs hinreichende Bedingung für den Holocaust" in Die Zeit, Nr. 36, 30 August 1996, translated al inglés como "Conditions for Carrying Out the Holocaust: Comments on Daniel Goldhagen's Book" de Hyping the Holocaust: Scholars Answer Goldhagen editado por Franklin Littell, East Rockaway, NY: Cummings & Hathaway, 1997,  pp. 31–43, ISBN 0-943025-98-2
- Der Erste Weltkrieg und die europäische Nachkriegsordnung: Sozialer Wandel und Formveränderung der Politik, ed. por Hans Mommsen, 2000.
- Alternative zu Hitler. Studien zur Geschichte des deutschen Widerstandes, 2000;  traducido al inglés por Angus McGeoch as Alternatives to Hitler: German Resistance under the Third Reich, Princeton: Princeton University Press, 2003, ISBN 0-691-11693-8.
- Von Weimar nach Auschwitz: Zur Geschichte Deutschlands in der Weltkriegsepoche, 2001.
- The Third Reich Between Vision and Reality: New Perspectives on German History, 1918–1945, ed. por Hans Mommsen, 2001, ISBN 978-1-85973-254-0.
- Germans Against Hitler: The Stauffenberg Plot and Resistance Under the Third Reich, traducido al inglés por Angus McGeoch, Londres: I. B. Tauris, 2009, ISBN 1-84511-852-9.
- Das NS-Regime und die Auslöschung des Judentums in Europa (El régimen nazi y el exterminio de los judíos en Europa), Gotinga: Wallstein-Verlag, 2014, ISBN 978-3-8353-1395-8.

### Debates y entrevistas
- Hans Mommsens Antwort auf Daniel Jonah Goldhagen: Der Antisemitismus war eine notwendige, aber keineswegs hinreichende Bedingung für Holocaust. Hans Mommsen sobre la controversia Goldhagen. En: Die Zeit, edición N.° 36, 30 de agosto de agoszo de 1996. (en línea Zeit online).
- Adi Gordon, Amos Morris Reich, Amos Goldberg: The „Functionalist“ and the „Intentionalist“ schools of thought. An Interview With Prof. Hans Mommsen. Universidad del Ruhr de Bochum, 12 de diciembre de 1997, Jerusalén (en inglés, transcripción en línea; PDF. Fuente: CD multimedia ‘Eclipse Of Humanity’, Yad Vashem, Jerusalén 2000.)
- Jens Hacke, Julia Schäfer, Marcel Steinbach-Reimann: Entrevista con Hans Mommsen sobre el tema: „Neubeginn und Entwicklung der deutschen Geschichtswissenschaft in den 1950/60er Jahren“. En: H-Soz-Kult en la Universidad Humboldt de Berlín, 3 de febrero de 1999. (en línea.)
- Richard Lamers: Expertendiskussion: „Die Geschichtswissenschaft hat eine grundlegende kritische Aufgabe.“ Entrevista con Hans Mommsen.En la sección Russland. Denken und Erinnerung, Redacción en línea. Editor Goethe-Institut, Agosto de 2007. (en línea).